# Dique La Quebrada
El Dique La Quebrada es una represa ubicada a 7 km al oeste de la ciudad de Río Ceballos, provincia de Córdoba, República Argentina. Es un pequeño embalse de apenas unas 30 ha, en el que se practican actividades acuáticas y náuticas, aunque está última está limitada a embarcaciones sin motor. El embalse no solo es el eje central de la Reserva Hídrica Natural Parque La Quebrada sino que da origen a esta reserva, que, con sus apenas 4.200 ha, alcanza a toda la cuenca hidrográfica del lago.
Se proyectó con la intención de proveer agua potable a la ciudad de Rio Ceballos, pero a partir de 1988[cita requerida], también proveyó del líquido elemento a las ciudades de Unquillo, Mendiolaza y parte de Salsipuedes. Debido al crecimiento demográfico de la región y la escasez de lluvias, en los últimos años el nivel de agua presentó grandes variaciones, provocando que la región se declarara en emergencia hídrica en reiteradas oportunidades, aun cuando en la época estival alcanza su máximo nivel.

## Historia
El proyecto data de 1913, cuando se comienza a estudiar la posibilidad de aprovechar las aguas del arroyo Salsipuedes construyendo un embalse para solucionar el problema del agua en la zona. La Municipalidad dice que los terrenos serán entregados. Se decide la compra. 1945. Nueva comisión para la gestión de los terrenos. 1946. La Provincia expropia las tierras en 1949. Los trámites de expropiación son entregados al Gobierno de la Nación.
Finalmente en 1974 se inician las tareas de construcción, y en febrero de 1976 queda finalmente inaugurado por las autoridades nacionales y la presencia del gobernador Raúl Bercovich Rodríguez.

## Actividades
Hasta el año 1987, el embalse era centro de gran actividad social, pero en septiembre de ese año, y por decreto provincial 5620, se declara a la región del lago y perilago, como ‘’Área Protegida’’. Debido a esto, la actividad turística se ve reducida porque se controla el acceso al lago y las actividades que allí se desarrollan. Se prohíbe la navegación a motor, y la pesca. Las aguas de este lago, no poseen el grado de contaminación y eutrofización que sí poseen otros lagos de la provincia (ver Dique San Roque). Así, la actividad del buceo es especialmente recomendado para los iniciados en esta actividad, ya que en el sector de la Playa de los Buzos, la condiciones subacuáticas son ideales por la transparencia y la luminosidad del agua, además de haber una casa que quedó sumergida en las aguas embalsadas por la represa.
Se pueden realizar actividades de navegación a vela, algo de windsurf y natación. Desde el paredón del Dique también se pueden iniciar distintos circuitos de senderismo, accediendo a lugares ocultos entre las quebradas serranas, con gran vegetación y algunos arroyos.
Entre 2010 y 2011 con fondos nacionales se llevó a cabo la modernización y tareas para el mantenimiento integral del dique, elevando 7 m más su cota, incrementando su capacidad un 23 por ciento, junto con obras de canalización y riego en Unquillo y Salsipuedes.

## Datos técnicos
- Proyecto: Dirección Provincial De Hidráulica, construido entre 1974 y 1976
- Longitud de coronamiento : 254 m
- Hidrometeorología
  - Área de cuenca: 42 km²
  - Precipitación media anual: 750 mm
- Cota de fundación (fondo del cauce): 300 m sobre el cero del proyecto.
- Cota labio de vertedero: 34 m sobre el cero local (D.P.H.) y 334 m sobre el cero del proyecto.
- Cota de embalse máximo: 36 m cero local (D.P.H.); 336 m sobre cero proyecto.
- Área del lago a cota del labio vertedero: 30 ha (aprox.)
- Área del lago a cota del embalse máximo: 35 ha (aprox.)
- Volumen del embalse C Labio Vertedero: 3,3 hm³
- Volumen del embalse Cota Embalse Máximo: 4 hm³
- Perímetro del embalse: 4,7 km